# Thermoanaerobacterium
Thermoanaerobacterium è un genere di batterio appartenente alla famiglia delle Thermoanaerobacteriaceae.